# 페데리코 파시오
페데리코 훌리안 파시오(스페인어: Federico Julián Fazio, 1987년 3월 17일 ~ )는 아르헨티나의 전 축구 선수이며, 현역 시절 포지션은 센터백이었다.